# Eden (New York)
Eden is een plaats (town) in de Amerikaanse staat New York, en valt bestuurlijk gezien onder Erie County.

## Demografie
Bij de volkstelling in 2000 werd het aantal inwoners vastgesteld op 8076.

## Geografie
Volgens het United States Census Bureau beslaat de plaats een oppervlakte van
103,2 km², waarvan 103,1 km² land en 0,1 km² water. Eden ligt op ongeveer 199 m boven zeeniveau.

## Plaatsen in de nabije omgeving
De onderstaande figuur toont nabijgelegen plaatsen in een straal van 16 km rond Eden.